# Иностранные инвестиции
Иностранные инвестиции — в российском законодательстве под иностранными инвестициями понимаются все виды имущественных и интеллектуальных ценностей, вложенных иностранными инвесторами в объекты предпринимательской и иных видов деятельности с целью получения прибыли. 
Объектами иностранных инвестиций могут являться: вновь создаваемые и модернизируемые основные фонды и оборотные средства во всех отраслях и сферах народного хозяйства, ценные бумаги, целевые денежные вклады, научно-техническая продукция, интеллектуальные ценности, имущественные права.

## Иностранные инвестиции в Россию

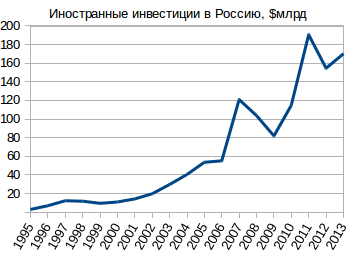
Поступление иностранных инвестиций в Россию в 1995—2010 годах, $млрд

### Структура иностранных инвестиций в 2009 году по видам экономической деятельности
- Торговля: 27,8 %
- Обрабатывающие производства: 27,1 %
- Транспорт и связь: 16,8 %
- Добыча полезных ископаемых: 12,6 %
- Операции с недвижимостью: 9,7 %
- Другие: 6,0 %

### Основные страны, инвестирующие в Россию
- Люксембург
- Нидерланды
- Китай
- Республика Кипр
- Германия
- Великобритания
- Япония
- Франция
- Виргинские острова (Великобритания)
- Ирландия